# Depressaria emeritella
Depressaria emeritella — вид лускокрилих комах родини плоских молей (Depressariidae).

## Поширення
Вид поширений в Європі, на Близькому Сході, в Середній та Північній Азії. Присутній у фауні України.

## Опис
Розмах крил становить 22-26 мм.

## Спосіб життя
Імаго літають з липня по серпень, а потім впадають у сплячку до наступної весни. Є одне покоління за рік. Личинки живляться листям та суцвіттям пижма звичайного. Вони живуть між листям, закрученими докупи шовком. Заляльковується в землі.